# RM-ODP
RM-ODP steht für Reference Model of Open Distributed Processing. Dieses ist seit 1996 in der ISO-Norm ISO/IEC 10746 beschrieben, die ein Metamodell zur Beschreibung von Informationssystemen zum Gegenstand hat. RM-ODP legt die Konzepte fest, die von ODP Specification Languages beschrieben werden müssen.

## Übersicht
RM-ODP ist zugeschnitten auf objektbasierte Systeme, ist aber auch für andere Systemarten nutzbar. Sie wurde erforderlich, da das Zachman Framework nicht ohne weiteres für objektbasierte Architekturen genutzt werden kann.
Es gibt fünf generische Sichten auf das System.
Die Unternehmenssicht beschreibt das Geschäftsmodell aus Sicht des Managements und der Endbenutzer.
Die Informationssicht behandelt die Informationen, deren Struktur, Bedeutung und Verarbeitung.
Erst die Systemsicht geht auf Schnittstellen der verteilten Bausteine (Komponenten) ein.
Die Konstruktionssicht kümmert sich um die verteilten Kollaborationen und Bereitstellung.
Letztendlich definiert die Technologiesicht die konkrete Umsetzung der Architektur.

## Anwendungen
Da RM-ODP sehr generisch gehalten ist, kann es zum 4+1 Sichtenmodell und Object Management Architecture instanziiert werden.

## Normung
Die ISO/IEC 10746 Informationstechnik – Verteilte Verarbeitung in Offenen Systemen – Referenzmodell gliedert sich in folgende vier Teile:
1. Übersicht
2. Grundlagen
3. Architektur
4. Semantik der Architektur